# Alta Savoia
L'Alta Savoia (in francese Haute-Savoie, in francoprovenzale Savouè d'Amont o Hiôta-Savouè) è un dipartimento francese della regione Alvernia-Rodano-Alpi.

## Geografia fisica
Il territorio dell'Alta Savoia confina con i dipartimenti dell'Ain a nord-ovest e della Savoia (Savoie) a sud. Il dipartimento confina anche con l'Italia (Valle d'Aosta) a sud-est (una parte del confine italo-francese è costituito dal massiccio del Monte Bianco) e con la Svizzera a nord (cantoni di Ginevra e di Vaud) e a nord-est (Vallese). Una parte del confine franco-svizzero è costituito dalle acque del Lago Lemano.
Dal punto di vista orografico l'Alta Savoia comprende i seguenti massicci montuosi:
- Alpi del Monte Bianco con la vetta principale: monte Bianco (4808 m);
- Prealpi di Savoia (Catena delle Aiguilles Rouges, Prealpi del Giffre, Prealpi dello Sciablese, Prealpi dei Bornes, Prealpi dei Bauges).

## Storia

### Preistoria
L'area è abitata sin dal 50 000 a.C., epoca alla quale risalgono i resti ritrovati dell'uomo di Neanderthal. Nel dipartimento sono stati trovati anche resti paleolitici e megalitici, fra cui il cromlech sul colle del Piccolo San Bernardo.
All'età neolitica risalgono gli insediamenti presso le rive del lago di Annecy e del lago di Bourget, continuati anche nell'età del bronzo.

### Antichità
L'area dell'attuale Alta Savoia a partire dal III secolo a.C. era abitata dalla tribù celtica degli Allobrogi. Nel 121 a.C. i Romani li sottomisero insieme ad altri popoli della Gallia mediterranea e ne organizzarono un nuovo territorio come provincia della Gallia Narbonensis. Dopo la riforma dioclezianea il territorio degli Allobrogi fu ricompreso nella Gallia Viennensis.

### Medioevo
Nel 443 i Burgundi furono autorizzati dall'impero romano a stabilirsi in Sapaudia come federati. Con la caduta dell'Impero i Burgundi proclamarono l'indipendenza del proprio regno.
Nel 534 il regno burgundo, e con esso la Savoia, fu conquistato dai Franchi e seguì le vicende di questo popolo che diede vita all'impero carolingio. Allo smembramento di questo, con i trattati di Verdun e Meerssen, il territorio dell'attuale Savoia fu assegnata al sovrano d'Italia e, all'interno di questo regno, al conte di Borgogna Transgiurana, suo vassallo.
Nell'888 la contea di Borgogna Transgiurana divenne il regno indipendente di Alta Borgogna e nel 933 si unì al regno di Bassa Borgogna per dare vita al regno di Borgogna.
Nel 1023 il regno di Borgogna divenne parte del Sacro Romano Impero e l'attuale territorio dell'Alta Savoia venne diviso da dinastie di signori locali in tre signorie o baronie: il Chiablese, il Genevese e il Faucigny.
Nel 1128 Amedeo III di Savoia si impadronì del Chiablese. Nel 1304 il Faucigny passò al Delfinato di Vienne per poi essere ceduto ad Amedeo VII di Savoia (il "Conte Rosso") nel 1355. Infine, nel 1401, il Genevese fu venduto ad Amedeo VIII di Savoia. Alla fine del Medioevo tutto il territorio dell'attuale dipartimento dipendeva dalla dinastia sabauda.

### Età moderna
Il dominio sabaudo continuò per tutta l'età moderna, salvo temporanee occupazioni a opera delle nazioni vicine. Durante le guerre di religione, dal 1535 al 1569, il Chiablese fu occupato dagli Svizzeri.
I Francesi occuparono la Savoia ben cinque volte: fra il 1536 e il 1559 durante le guerre d'Italia tra Francia e Spagna; nel 1600-1601 in occasione della guerra franco-savoiarda, nel 1630-1631 nell'ambito della guerra di successione di Mantova e del Monferrato; nel 1690-1696 in occasione della guerra della Grande Alleanza e soprattutto fra il 1703 e il 1713 durante la guerra di successione spagnola.
Gli Spagnoli occuparono la Savoia dal 1742 al 1749, durante la guerra di successione austriaca.
Durante la rivoluzione francese l'Alta Savoia venne di nuovo occupata dall'esercito francese che nel 1792 dichiarò la sua annessione alla Francia come parte del Dipartimento del Monte Bianco (capoluogo Chambéry). Nel 1798 la parte settentrionale del territorio fu trasferita al Dipartimento del Lemano (capoluogo Ginevra).

### Età contemporanea
La Restaurazione nel 1815 restituì la Savoia al re sabaudo. Dal 1847 il territorio dell'attuale Alta Savoia costituisce la divisione di Annecy del Regno di Sardegna.
L'alleanza con la Francia di Napoleone III nella seconda guerra d'indipendenza italiana permise di conquistare la Lombardia, ma costò ai Savoia la perdita della Contea di Nizza e della Savoia, cedute alla Francia. Nel plebiscito della popolazione savoiarda fatto nel 1860 i voti favorevoli alla Francia furono 130 533 contro i soli 235 contrari. Con il passaggio alla Francia fu creato l'attuale dipartimento.

## Località principali
Annecy
Capoluogo del Dipartimento (128 000 ab.), è una graziosa città sul lago omonimo, dominata dall'imponente castello del XIII-XVI secolo. Località di soggiorno molto rinomata e apprezzata, è anche sede di insediamenti industriali, in particolare una fonderia dove fu realizzata la "Savoyarde", famosa campana della Basilica del Sacro Cuore di Parigi, e la fabbrica di lame Gillette.
La città, in origine fondata su palafitte all'interno del lago, prosperò durante la Romanità e il Medioevo. Dal 1440 è capoluogo del Genevese entro i domini dei Savoia. All'epoca della riforma diventò centro religioso e successivamente, grazie ai Savoia, anche centro industriale. Il passaggio alla Francia nel 1860 le causò una crisi economica dalla quale si risollevò dopo la seconda guerra mondiale.
Il Castello che domina la città con la sua mole imponente e le sue torri, costruito nei secoli XII-XVI, contiene al suo interno degli edifici con il Museo archeologico, etnografico e di storia naturale.
St. Maurice chiesa gotica del 1422-91.
La Città vecchia pittoresca e suggestiva restaurata sapientemente in tempi moderni.
Il Palais de l'Isle sorge su un'isoletta del Thiou, tratto canalizzato del lago, ed è un complesso di edifici dei secoli dal XII al XVI disposti a forma di prua di nave, oggi sede del Museo civico con raccolte lapidarie e ospitante mostre temporanee.
St. Pierre cattedrale gotica del XVI secolo.
L'antico palazzo vescovile del 1784.
Rue Ste. Claire è una caratteristica via del centro storico con case e portici dei secoli XVI-XVIII.
Il Palazzo di Giustizia notevole moderna costruzione del 1978.
La basilique de la Visitation è una chiesa edificata nel 1922-30 che racchiude i sepolcri di Francesco di Sales e di Giovanna Francesca Frémiot de Chantal.
Il lago, alimentato da un fiume sotterraneo, è fra i più bei laghi alpini e misura 14 km di lunghezza e la sua larghezza varia fra 0,8 e 3,5 km. la sua sponda si può percorrere sia per strada sia con un battello e si incontrano lungo il tragitto diversi borghi interessanti come: Veyrier-du-Lac centro di villeggiatura estiva con una funivia che porta al belvedere sul lago di Mont-Baldon, Menthon-Saint-Bernard con un castello del XIII-XV secolo dove, secondo la tradizione, sarebbe nato San Bernardo fondatore del famoso ospizio del Gran San Bernardo, Talloires stazione di soggiorno molto frequentata nota per i suoi vini e per l'antica Abbazia benedettina del secolo XI.
A 9 km da Annecy sorge sul ciglio di un profondo burrone il castello di Montrottier dei secoli XIII-XV sede dell'Accademia Florimontana fondata da San Francesco di Sales nel 1606.
Un altro castello a 19 km da Annecy è quello di Torrence Glières, fondato nel 1567, di proprietà della famiglia di Sales. Interessanti, nelle diverse sale, gli arazzi di Fiandra della fine del XV secolo, le reliquie del Santo, un'antica cucina, il mobilio antico, due ritratti di Van Dick e due sale dedicate a Camillo Benso di Cavour, la cui nonna era della famiglia di Sales, con la ricostituzione della camera da letto e del suo studio di ministro con mobili pregiati, ritratti, documenti diplomatici, lettere autografe di Cavour, di Vittorio Emanuele II, di Napoleone III riguardanti l'annessione della Savoia alla Francia.
Bonneville
La città (12 000 ab.) ha diversi edifici barocchi e il trecentesco castello di Bonne
Chamonix-Mont-Blanc
La città (9 000 ab.) è il maggior centro alpinistico di Francia e rinomato centro di soggiorno estivo e invernale di importanza internazionale. Il traforo del Monte Bianco lungo 11,6 km la collega con l'italiana Courmayeur. Ha ospitato i Giochi Olimpici invernali del 1924. Geograficamente si trova in una conca attraversata dal fiume Arve e dominata dal massiccio del Monte Bianco a est e a ovest dal picco del Brévent. Al centro della città in Place dell'Eglise si possono trovare una chiesa del XVIII secolo e il monumento alla guida di Chamonix Jacques Balmat che con Michel Gabriel Paccard nel 1786 fu il primo a scalare il Monte Bianco. Al Musèe Alpin ci sono documenti e oggetti a ricordo delle più importanti ascensioni sulle Alpi e documenti sulla storia della valle. Da ogni punto della città si hanno viste incomparabili e diverse funivie conducono alle cime circostanti: come al Brevent (2526 m) dove si ha un vastissimo panorama, al Montenvers con una ferrovia a cremagliera ai piedi della Mer de Glace (ghiacciaio lungo oltre 5 km e largo 700 m), all'Aiguilles des Grands Montels a 3297 m con stupendo panorama dei ghiacciai, all'Aiguille du Midi (3842 m) con vista sul Monte Bianco (4 807 metri) e su altre cime.
Évian-les-Bains
(8 000 ab.) è una località caratterizzata dalle sue sorgenti idrominerali e di soggiorno di fama internazionale molto elegante. Si trova sulla riva meridionale francese del lago Lemano.
Megève
(3 000 ab.) è uno dei più rinomati centri di villeggiatura estiva e di sport invernali francesi e d'Europa.
Morzine-Avoriaz
(3 000 ab.) rinomato centro di villeggiatura e di sport invernali.
Saint-Gervais-les-Bains
(5 000 ab.) ai piedi del Monte Bianco è una delle località termali più conosciute della Savoia. È un centro di villeggiatura, di sport invernali e base per le scalate per il Monte Bianco.
Saint-Julien-en-Genevois
(11 000 ab.) è situato nella piana ginevrina a 9 km da Ginevra al confine franco-svizzero.
Thonon-les-Bains
(34 000 ab.) è un altro centro termale e climatico, antica capitale del Chiablese, si trova su un pianoro affacciato sul lago.